# رژیس وارنیه
رژیس وارنیه (فرانسوی: Régis Wargnier‎؛ زادهٔ ۱۸ آوریل ۱۹۴۸) یک کارگردان، فیلم‌نامه‌نویس، تهیه‌کننده و آهنگ‌ساز اهل فرانسه است. وی از سال ۱۹۷۳ میلادی تاکنون مشغول فعالیت بوده‌است.
فیلم هند و چین (۱۹۹۲) به کارگردانی او، در شصت و پنجمین دوره جوایز اسکار، برندهٔ جایزه اسکار بهترین فیلم خارجی‌زبان شد. همچنین فیلم یک زن فرانسوی (۱۹۹۵) در نوزدهمین دورهٔ جشنواره بین‌المللی فیلم مسکو، برندهٔ «جایزهٔ سن‌جورج نقره‌ای» بابت «بهترین کارگردانی» شد.
از افتخارات دیگر او، دریافتِ نشان لژیون دونور است.